# 時間停止勇者
『時間停止勇者』（じかんていしゆうしゃ）は、光永康則による日本の漫画。副題は『TIME STOP BRAVE : 余命3日の設定じゃ世界を救うには短すぎる』。『月刊少年シリウス』（講談社）にて、2019年11月号（9月26日発売）より連載中。2023年3月時点で部数が100万部を突破している。

## あらすじ
ゲームの世界に転生したセカイは、コントローラーを片手に世界を救う旅に出た。次々と出現するクエストを3日後のタイムリミットまでに終えるため、仲間となったニーニャやフューリィの協力も得て各地を奔走する。しかし、かつて世界を崩壊寸前に陥らせた「闇のもの」が復活を果たした。ベルツリー王国では再封印を企図する一方で、セカイはクエストを達成するべく海を渡った。

## 登場人物
葛野 セカイ（くずの セカイ）
本作の主人公。ふざけてネットに投稿した写真が炎上して茫然自失となり、突如としてゲームの世界に転生した。その際、ゲームのコントローラーを所持したため、ポーズのボタンを押すことで時間の停止を可能にした。ポーズ中のセクハラやスカートめくり、武装解除（裸体にさせること）が得意である。フューリィにより魔法を教授され、「岩吉」を召喚できる。
ニーニャ
金髪のポニーテールとした盗賊の少女。冒頭でセカイと共に牢屋に監禁されていたが、国定勇者となったセカイにより免責された。盗賊として非凡な能力は保有しており、セカイとフューリィと共に旅をする。
フューリィ
ダークエルフの女性でゴーレムの召喚者。黒髪のストレートロングヘアーが特徴である。エルフの里を襲撃した暗殺集団から狙われ洞窟の中で身を潜めていたが、モンスターの頭目と誤解したセカイにより拘束された。セカイにより暗殺集団が壊滅したことで仲間となった。セカイのセクハラには気づいている。
リーファ・クロービィ
剣聖の称号を保有する女性。鉄斬ソードの使い手であり、自身を天才と称するほど自画自賛が得意である。当初はセカイを敵視したものの、セカイと出会いを重ねる内に温和な性格となった。
バハムート
竜の王であり、セカイが転生したゲームの世界のプレイヤーキャラクター。セカイが所持するコントローラーで操作が可能であり、セカイに従順した。
闇のもの（フォー・ダークネス）
かつて世界を窮地に陥れた闇の一族。各地で封印されていたものの、封印の破壊により再活動した。回復魔法を中心とする光属性の魔法のみが弱点である。闇の王が伝説級の大魔法「流星群」によりベルツリー城下町を壊滅させた。なお、セカイにより住民全員が救命された。
ウォズ・ベルツリー2世
ベルツリー国王であり、セカイを国定勇者と認定した。光の神官の家系であり、娘のアリシアのみが結界を構築する能力を保有している。
クラウ・ベルツリー
ベルツリー2世の娘でアリシアの姉。気性が過激であり、当初はセカイを敵視したが後に感銘を受けた。三人の仲間と共にパーティを組む。
アリシア・ベルツリー
ベルツリー2世の娘でクラウの妹。次々にクエストを終えるセカイに魅了される。闇のものを再封印するため、100日間の祈祷を始めた。
マウントケープ王
ベルツリー家の遠縁であり、ノース大陸の国王。
ロヴィーサ
魔法使い連盟から派遣されたマウントケープ王の助言者。しかし、城内で死者をグールとして召喚する。

## 書誌情報
- 光永康則『時間停止勇者』講談社〈シリウスKC〉、既刊19巻（2025年8月7日現在）
  1. 2020年1月9日発売[書誌 1]、ISBN 978-4-06-518235-2
  2. 2020年5月8日発売[書誌 2]、ISBN 978-4-06-519437-9
  3. 2020年9月9日発売[書誌 3]、ISBN 978-4-06-520702-4
  4. 2021年1月8日発売[書誌 4]、ISBN 978-4-06-522036-8
  5. 2021年4月8日発売[書誌 5]、ISBN 978-4-06-522847-0
  6. 2021年8月6日発売[書誌 6]、ISBN 978-4-06-524402-9
  7. 2021年11月9日発売[書誌 7]、ISBN 978-4-06-525869-9
  8. 2022年3月9日発売[書誌 8]、ISBN 978-4-06-527020-2
  9. 2022年6月9日発売[書誌 9]、ISBN 978-4-06-528215-1
  10. 2022年9月8日発売[書誌 10]、ISBN 978-4-06-529165-8
  11. 2023年1月6日発売[書誌 11]、ISBN 978-4-06-530362-7
  12. 2023年4月7日発売[書誌 12]、ISBN 978-4-06-531343-5
  13. 2023年8月8日発売[書誌 13]、ISBN 978-4-06-532749-4
  14. 2023年12月7日発売[書誌 14]、ISBN 978-4-06-533880-3
  15. 2024年4月9日発売[書誌 15]、ISBN 978-4-06-535096-6
  16. 2024年8月7日発売[書誌 16]、ISBN 978-4-06-536588-5
  17. 2024年12月9日発売[書誌 17]、ISBN 978-4-06-537702-4
  18. 2025年4月9日発売[書誌 18]、ISBN 978-4-06-539068-9
  19. 2025年8月7日発売[書誌 19]、ISBN 978-4-06-540288-7